# نديم قطيش
نديم داوود قطيش إعلامي لبناني شيعي من بلدة عيناثا قضاء بنت جبيل. عُين مديراً عاماً لقناة سكاي نيوز عربية في 5 يناير 2024م، واشتغل مذيعاً في تلفزيون المستقبل ويقدم منذ 2020 برنامج «الليلة مع نديم» في سكاي نيوز عربية.

## عن حياته
ولد في بلدة عيناثا في جنوب لبنان وبها نشأ وتلقى تعليمه الأولي، ثم انتقل لبيروت للدراسة الجامعية حيث التحق بالجامعة اللبنانية بكلية الاعلام والتوثيق، ونال منها شهادة البكالوريوس. التحق بعد ذلك بالعمل الإعلامي في أكثر من بلد ولدى أكثر من مؤسسة إعلامية حتى استقر به المقام لدى تلفزيون المستقبل اللبناني، حيث عمل به مذيعاً وصحافياً تلفزيونياً، وأيضا شغل منصب عضو في مجلس التحرير بقناة المستقبل الفضائية في بيروت.
في 5 يناير 2024م أعلنت الشركة العالمية للاستثمارات الإعلامية (IMI) تعيينه مديراً عاماً لقناة سكاي نيوز عربية.

## إثارة الجدل
في مايو 2019 خلال التصعيد العسكري الإسرائيلي على قطاع غزة، أثار قطيش الجدل بعد كتابته تغريدة على موقع تويتر قال فيها:«كم وجبة إفطار تشتري قيمة مئات الصواريخ التي أطلقت من غزة؟». كما قال: «غزة تعاني بالطبع ولكن الحل العاقل هو تفاهمات سياسية في إطار اتفاق سلام وليس صواريخ التنك!». احتفى حساب «إسرائيل بالعربية»، التابع لوزارة الخارجية الإسرائيلية بتغريدات قطيش.